# Erő János
Erő János (Budapest, 1928. április 5. – Budapest, 1997. január 2.) fizikus, villamosmérnök, a KFKI Részecske- és Magfizikai Kutatóintézet nyugalmazott tudományos tanácsadója.
Kandidátusi értekezését Simonyi Károly vezetésével a rádiófrekvenciás ionforrás tanulmányozásából készítette. 1956-ban megválasztották a KFKI forradalmi bizottsága titkárának.
Keszthelyi Lajossal együtt szcintillációs detektort készített és Simonyi Károllyal részt vett a KFKI első magyarországi részecskegyorsítójának építésében. A részecskegyorsítóval többek között a magfotoeffektus folyamatát vizsgálta.
A kutatómunka mellett vezette a KFKI Magfizikai Főosztályát, a dubnai Egyesített Atomkutató Intézet Magproblémák Laboratóriumának tudományos igazgatóhelyettese volt.

## Munkái

### Mint társszerző
- Természet Világa, 1968. április (A Tudományos Ismeretterjesztő Társulat folyóirata)
- Természet és Társadalom, 1955
- A Magyar Tudományos Akadémia Központi Fizikai Kutató Intézetének közleményei, 1954–1958
- A Magyar Tudományos Akadémia Matematikai és Fizikai Osztályának közleményei, 1961
- Atom, 1955
- Az atomenergia és magkutatás újabb eredményei (Akadémiai kiadó), 1990
- Elektrosztatika, Elméleti villamosságtan példatár I. (Tankönyvkiadó), 1954
- Fizikai Szemle (Az Eötvös Loránd Fizikai Társulat lapja), 1976–1986
- Magfizikai alapismeretek (Felsőoktatási Jegyzetellátó Vállalat), 1956
- Magyar Fizikai Folyóirat (Akadémiai Kiadó), 1955
- Természet Világa 2000. III. különszám (A Tudományos Ismeretterjesztő Társulat folyóirata)

### Társszerkesztései
- Természettudományi Közlöny (ismeretterjesztő havi folyóirat), 1955-1967

### Lektori munkái
- Atomfizika I. (Akadémiai Kiadó), 1954